# Mister X (Marvel Comics)
Mister X è un personaggio immaginario, un supercriminale dell'Universo Marvel introdotto in Wolverine # 159 (febbraio 2001).
I suoi scagnozzi includono T & A (soprannominati "Betty e Veronica" da Wolverine), e Blok.

## Poteri e abilità
Mister X possiede abilità psichiche di basso livello; il suo sistema nervoso mappa automaticamente sui precursori neuronali delle funzioni motorie chiunque sia nelle immediate vicinanze, ciò gli permette di predire le loro mosse e di contrastare senza sforzo. La combinazione delle sue competenze e questi poteri psichici gli è stata sufficiente per sconfiggere il Taskmaster, che è uno dei migliori combattenti sulla Terra.
Tuttavia la sua capacità psichica ha i suoi limiti, come quando non è stato in grado di eguagliare la velocità degli attacchi di Quicksilver. La sua mancanza di poteri sovrumani fisici contribuisce notevolmente alla sua riluttanza ad affrontare veri avversari sovrumani come Spider-Man, Luke Cage, o Hulk, perché le loro capacità fisiche di gran lunga superiori renderebbero la sua capacità di prevedere le loro azioni inutili; Quicksilver lo derise per questo facendo riferimento a lui come "l'uomo meno pericoloso del pianeta." Anche Wolverine è riuscito a sconfiggere X in combattimento provocando in se stesso una rabbia berserker durante lo scontro, impedendo a X di prevedere la mossa successiva di Wolverine dato che neanche Wolverine stesso era a conoscenza di quello che avrebbe fatto in quello stato; Iron Fist è anch'esso riuscito a sconfiggerlo in un confronto facendo affidamento sullo stile imprevedibile di kung-fu del Maestro Drunken.
X possiede le capacità fisiche di un uomo che è nel picco della condizione fisica. Le sue capacità fisiche di forza, velocità, resistenza, agilità, destrezza, riflessi e reazioni, coordinazione, equilibrio, e la resistenza sono alla pari con quelle di Capitan America. Mr. X sostiene di essere un maestro di ogni forma terrena di arti marziali e di alcuni stili di combattimento alieno tra Kree e Shi'ar. È anche molto abile con una varietà di armi tra cui spade, coltelli, bastoni e armi da fuoco. Ha anche una tolleranza straordinaria per il dolore fisico e a volte si è rivelato essere un masochista.

## Altri media

### Videogiochi
- Mister X è un avversario che si vede affrontare Ken Masters in un torneo di arti marziali raffigurato nel finale di Ryu in Marvel vs Capcom 3: Fate of Two Worlds.